# پت لالی (بازیکن فوتبال)
پت لالی (انگلیسی: Pat Lally؛ زادهٔ ۱۱ ژانویهٔ ۱۹۵۲) بازیکن فوتبال اهل بریتانیا است.
از باشگاه‌هایی که در آن بازی کرده است می‌توان به باشگاه فوتبال سوانزی سیتی، باشگاه فوتبال میلوال، باشگاه فوتبال دونکستر راورز، باشگاه فوتبال یورک سیتی، و باشگاه فوتبال برتون آلبیون اشاره کرد.